# Communistische Partij van Oekraïne
De Communistische Partij van Oekraïne (Oekraïens: Комуністична партія України; Komoenistytsjna partija Oekrajiny) is een communistische partij in Oekraïne, geleid door Petro Symonenko. De partij is opgericht op 19 juni 1993.
In mei 2015 werd de partij verboden door de overheid.
| 1994 | Oleksandr Moroz | 3.466.541 | 13,33 |
| 1999 | Petro Symonenko | 5.849.077 | 22,24 |
| 2004 | Petro Symonenko | 1.388.045 | 4,97  |
| 2010 | Petro Symonenko | 872.877   | 3,54  |

| 1994 | 3.683.332 | 19,1  | 86  |
| 1998 | 6.550.353 | 24,7  | 121 |
| 2002 | 5.178.074 | 19,98 | 66  |
| 2006 | 929.591   | 3,66  | 21  |
| 2007 | 1.257.397 | 5,39  | 27  |
| 2012 | 2.609.345 | 13,9  | 32  |
| 2014 | 611.923   | 3,88  | 0   |

## Recente standpunten
- Russisch moet de status krijgen van een officiële taal in Oekraïne[1]
- Strijd tegen de "roof van het Oekraïense volk" door de oligarchen[1]
- De nationalisering van strategische bedrijven[1]
- Het invoeren van een verbod op de verkoop van landbouwgronden[1]
- De betalingen voor nutsvoorzieningen mag niet meer dan 10% van het inkomen van de Oekraïense gezinnen zijn[1]
- De "Rehabilitatie van collaborateurs met het fascisme en de leiders van nationalistische bewegingen moet gestopt worden"[1]
- Oekraïne moet toetreden tot de Euraziatische Economische Unie[1]
- De herinvoering van de doodstraf in Oekraïne voor zeer ernstige misdaden[2]